# Vineyards
Vineyards és una concentració de població designada pel cens dels Estats Units a l'estat de Florida. Segons el cens del 2000 tenia 2.232 habitants.

## Demografia
Segons el cens del 2000, Vineyards tenia 2.232 habitants, 1.023 habitatges, i 804 famílies. La densitat de població era de 381,3 habitants/km².
Dels 1.023 habitatges en un 13,8% hi vivien nens de menys de 18 anys, en un 74,9% hi vivien parelles casades, en un 2,9% dones solteres, i en un 21,4% no eren unitats familiars. En el 18,9% dels habitatges hi vivien persones soles el 9,6% de les quals corresponia a persones de 65 anys o més que vivien soles. El nombre mitjà de persones vivint en cada habitatge era de 2,13 i el nombre mitjà de persones que vivien en cada família era de 2,4.
Per edats la població es repartia de la següent manera: un 12,8% tenia menys de 18 anys, un 1,3% entre 18 i 24, un 11,2% entre 25 i 44, un 34,7% de 45 a 60 i un 39,9% 65 anys o més.
L'edat mediana era de 61 anys. Per cada 100 dones de 18 o més anys hi havia 87,9 homes.
La renda mediana per habitatge era de 81.529 $ i la renda mediana per família de 91.078 $. Els homes tenien una renda mediana de 0 $ mentre que les dones 36.985 $. La renda per capita de la població era de 55.470 $. Entorn del 5,6% de les famílies i el 6,9% de la població estaven per davall del llindar de pobresa.

## Poblacions més properes
El següent diagrama mostra les poblacions més properes.